# Юбилейный (Гродненская область)
Юбилейный (бел. Юбіле́йны) — агрогородок в Волковысском районе Гродненской области Беларуси. В составе Красносельского сельсовета.

## География
Пролегает трасса Р51 и дорога Н-6297.
Ближайшие населённые пункты Моисеевичи, Неверовичи и др.

## История
Основан в 2001 году как посёлок.
В 2009 году посёлок Юбилейный преобразован в агрогородок.
До 2013 года входил в состав Волковысского сельсовета.

## Население

### Численность
- 2009 год — 416 жителей

### Динамика
- 2004 год — 383 жителей, 113 дворов
- 2009 год — 416 жителей (перепись населения)

## Инфраструктура
- Центр СПК "Неверовичи"
- Дом культуры
- Средняя школа
- Детский сад
- Библиотека
- ДЮСШ
- Филиал Изабелинской детской музыкальной школы
- Торговые объекты

## Культура
- Дом культуры
- Музей народного быта «Матчына хатка» филиала «Дом культуры аг. Юбилейный» ГУК «Волковысский районный Центр культуры и народного творчества»
- Экспозиция «Сваякі – з песняй па жыцці» филиала «Дом культуры аг. Юбилейный» ГУК «Волковысский районный Центр культуры и народного творчества»

## Достопримечательность
- Мемориальная доска, посвящённая Стругу С.Ф., который открывал Народное Собрание в Белостоке, на котором было принято решение о воссоединении Западной и Восточной частей Беларуси. Первично установлена на здании Дома культуры в 1977 году, обновлённая мемориальная доска в 2021 году установлена на фасаде школы, прежняя — передана в музей школы. Надпись: "Струг Степан Францевич 1871-1945. Житель деревни Моисеевичи. Делегат Народного Собрания Западной Беларуси от Волковысского повета. 28 октября 1939 года в городе Белосток открыл Народное Собрание Западной Беларуси, на котором было принято решение о воссоединении белорусского народа и вхождении Западной Беларуси в состав БССР".

## Известные лица
- Струг, Иван Францевич (1871—1945) — делегат Народного Собрания Западной Беларуси от Волковысского повета.

## Ссылка
- Справочник. Юбилейный